# Alcyonium valdiviae
Alcyonium valdiviae is een zachte koraalsoort uit de familie Alcyoniidae. De koraalsoort komt uit het geslacht Alcyonium. Alcyonium valdiviae werd in 1906 voor het eerst wetenschappelijk beschreven door Kukenthal. 